# 顒

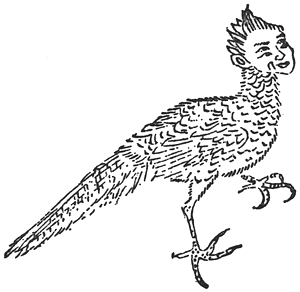
『山海経』より「顒」

顒（ぎょう、ぐ）は、中国に伝わるフクロウに似た、四つ目で耳のある人面鳥。その目撃は旱魃の予兆とされる。

## 読み
「顒（）」と記す学者もいるが、顒は「グ」（「ゴ」）と読むと日本の字引にみえる。
また原文注釈で「顒」の音には「娛」が当てられている（郭璞注）。
現代中国読みは「ユウ」（拼音: yú;ウェード式: yü）である。

## 概要
古代中国の地理書「山海経」の南山経によると、令丘（れいきゅう）山という火炎の多く草木が育たない山の南にある中谷（ちゅうこく）と呼ばれる谷に住んでいるという。
梟（ふくろう）に似た姿だが、顔は人間のようで、耳と四つの目を持っている。「顒」という名称は、その鳴き声から来ている。

### 日照りの凶兆
この怪鳥が現れた土地は旱魃に見舞われる。ある研究によれば人災・瑞兆を含む山海経の兆候禽獣は51種おり、鳥は16種、旱魃の前触れとされるものが13種、旱魃を予兆する鳥が4種いる。